# Nemesis (Stargate SG-1)
Nemesis (Némesis en Latinoamérica, Justo Castigo en España) es el vigésimo segundo episodio de la tercera temporada de la serie de televisión de ciencia ficción Stargate SG-1, y el sexagésimo sexto capítulo de toda la serie. Corresponde a la Parte 1 de 2 episodios, siendo seguida por "Small Victories".

## Trama
El SG-1 está de licencia, debido a que a Daniel le quitaron su apéndice. Teal'c viaja para visitar a su familia, mientras O'Neill intenta invitar a Carter a pescar en Minnesota, pero no lo consigue. Antes de que se vaya, ella desea buena suerte al coronel, pero, en ese instante, éste desaparece bajo un rayo de luz. 
O'Neill reaparece dentro de en una nave Asgard, orbitando la Tierra. Él encuentra en muy mal estado a Thor, por lo que para saber que sucede, debe recurrir a una grabación dejada por éste en la computadora. Allí, Thor le explica que su nave, el Beliskner, fue infectada por los Replicantes (pequeñas arañas mecanizadas que se replican), el temible enemigo sobre el que anteriormente le había hablado. Thor le deja instrucciones sobre como operar la nave para que O’Neill halle la forma de impedir que los replicantes aterricen en la Tierra. 
En el SGC mientras tanto, los intentos por encontrar la ubicación de la nave Asgard resultan infructuosos debido a que esta se encuentra en modo invisible. Pronto, un holograma de O'Neill aparece frente a Hammond, Carter y Teal'c. El Coronel les explica lo que ocurre y pide varias armas y explosivos, para hacer estallar la nave. Él también explica que no podrá salir de la nave debido a que Thor tuvo que incapacitar los sistemas de transporte hacia fuera, para evitar que los replicantes escapasen, por lo que ordena a Carter y a Teal'c que no vayan. 
Sin embargo, Hammond invalida la orden y los envía a bordo de todos modos. Carter explica que un Transbordador espacial va a despegar y que si transmiten las coordenadas correctas puede alcanzarlos en cuestión de horas. Despiertan a Thor para decirle que planean volar desde dentro la nave, pero él les dice que gracias a unos campos amortiguadores internos esta resistirá las explosiones. Entonces, idean hacer que la nave se estrelle en la atmósfera, pero cuando van al puente de mando descubren que se halla repleto de replicantes.
Luego, Carter y Thor sugieren poner una bomba realzada con naquadah en el impulso de desaceleración de la nave y detonarla cuando esta entre en la atmósfera. Como deben colocarla en el exterior del casco, Teal'c se ofrece para esto, pero cuando termina de hacerlo, su caja de oxígeno comienza a abrirse, debido a una fisura provocada por un ácido que le cayó unos momentos antes de salir. La situación se complica cuando los replicantes cierran la puerta.
Para salvar a Teal'c, Carter le dice a O'Neill que Teal'c debe empujarse lejos de la nave, para que ella pueda transportarlo al interior, mediante los rayos Asgard. Teal'c hace esto y logran traerlo de vuelta. Con todo, justo en ese momento, los signos vitales de Thor comienzan a decaer, obligando a Carter a activar la vaina de éxtasis para preservar su vida.
Con la bomba en posición, el SG-1 sólo debe encontrar la manera de salir de la nave. Para hacer esto, transportan el Stargate del SGC a bordo. Planean marcar a P3X-234 y luego volver por casa por el segundo Portal. A pesar de todo la teletransportación atrae a los replicadores hacia el Portal. Teal'c activa la puerta manualmente mientras que O'Neill y Carter lo cubren disparando a los replicantes que se acercan. O'Neill detona el explosivo y la nave cae descontrolada estrellándose en el Océano Pacífico. Sin embargo, entre los fragmentos de la nave, se ve que un replicante ha sobrevivido.

## Artistas invitados
- Colin Cunningham como el Mayor Davis.
- Gary Jones como Walter Harriman.
- Guy Lee-Frazier como Técnico #2.
- Michael Shanks como Thor (Voz).